# ルイス・ムリエル
ルイス・フェルナンド・ムリエル・フルト（Luis Fernando Muriel Fruto，1991年4月16日 - ）は、コロンビア・アトランティコ県サント・トマス出身のサッカー選手。コロンビア代表。オーランド・シティSC所属。ポジションはフォワード。
ムリエルは、世界のサッカー界で最も有望な若手の1人として考えられており、ヨーロッパのビッグクラブであるマンチェスター・ユナイテッドFC、アーセナルFC、FCバルセロナから関心を寄せられ、メディアからはブラジルの伝説的ストライカーのロナウドと比較されている。
コロンビア代表としては、2012年にエクアドルとの2014 FIFAワールドカップ・南米予選で初出場、翌年のグアテマラとの親善試合で初得点を記録した。

## クラブ経歴

### コロンビア
アトランティコ県サント・トマスに生まれたムリエルは、アトレティコ・ジュニオールのユースチームでキャリアをスタートさせた。しかし、4年後の2005年に負傷により退団。その後は、Escuela Barranquilleraに入団し、2年の在籍中に出場したAsefal大会での活躍がデポルティーボ・カリの関係者の目に留まり、2007年下旬から1ヶ月間トライアルに参加した。2008年1月から同クラブのユースチームに入団し、U-18リーグで29得点を挙げて得点王に輝く活躍を見せたことでホセ・エウゲニオ・エルナンデス監督の下でトップチームへと引き上げられ、2009年1月12日のエンビガドFC戦でプロデビューを果たした。
2010年3月3日のククタ・デポルティーボFC戦で初得点を挙げると、3日後のオンセ・カルダス戦でハットトリックを達成するなど主力として退団するまでの間に9得点を記録した。体格のみならず、得点力の高さからイバン・レネ・バレンシアーノのようだと言われた。

### ウディネーゼ
グラナダ
2010年5月13日に保有権の70%にあたる移籍金190万ドルでウディネーゼ・カルチョへ移籍した。同年7月12日には、ウディネーゼのジャンパオロ・ポッツォがオーナーを務めるスペイン2部のグラナダCFへ同僚のギリェルメ・シケイラと共にレンタル移籍したが、7試合無得点に終わった。
レッチェ
2010-11シーズン終了後にウディネーゼへ復帰したムリエルは、2011年8月31日にUSレッチェへレンタル移籍した。レッチェでは中心選手としてプレーし、10月27日のUSチッタ・ディ・パレルモ戦 (0-2) でセリエA初出場、12月4日のSSCナポリ戦で移籍後初ゴールを記録。移籍後2得点目となった12月22日のインテルナツィオナーレ・ミラノ戦 (1-4) でドリブル突破から先制点を挙げた。また、4月7日のASローマ戦 (4-2) では、同胞フアン・クアドラードのアシストでの得点を含めて、コンビを組むダビド・ディ・ミケーレと共に2得点を挙げる活躍から同試合の最優秀選手に選出され勝利に導いた。最終的に29試合7得点を記録したものの、チームをトップリーグ残留に導くまでには至らずにセリエBへと降格した。
2012-13
2012年夏にウディネーゼへ復帰すると、レンタル先での活躍が認められて9月12日に同クラブと契約を5年延長した。デビュー戦となった8月25日のACFフィオレンティーナ戦 (1-2) で先制点をアシストし、上々のスタートを切るとレッチェ時代と同様にローマやインテルといった強豪から得点を挙げるなど活躍を見せ、また、最終節で再度インテル相手に得点を挙げた。最終的に出場22試合中先発15試合で11得点3アシストを記録し、アントニオ・ディ・ナターレに次ぐチーム内2位の得点力でシーズンを終了した。その目覚ましい成長から、同シーズンのセリエA年間最優秀若手選手賞にACミランのステファン・エル・シャーラウィと共に選出された。その後、国内外の強豪から関心を寄せられたものの、当面はフランチェスコ・グイドリン監督の下で選手として成長向上していきたいと残留を決意した。
2013-14
2013-14シーズンに背番号9を与えられたムリエルは、UEFAヨーロッパリーグ 2013-14予選プレーオフのNKシロキ・ブリイェグ (3-1) で2得点を挙げた。リーグ戦では昨季のコッパ・イタリア王者SSラツィオとの開幕戦 (1-2) でシーズン初得点を挙げ、続くパルマFC戦 (3-1) をペナルティーキックで得点、ボローニャFC戦では1点を追いかける中でディ・ナターレの同点弾を素晴らしいアシストにより演出した。9月17日にはクラブと契約を2018年まで延長。10月30日のUSサッスオーロ・カルチョ戦 (2-1) でリーグ3得点目にして決勝点を挙げた。

### サンプドリア
2015年1月22日、同僚のアンドレア・コーダと共に、UCサンプドリアへ買い取りオプション付きでのレンタル移籍が決定した。

### セビージャ
2017年7月8日、セビージャFCはムリエルの移籍に関してUCサンプドリアと合意したことを発表し、7月11日に正式に5年契約を結んだことを発表した。
2019年1月1日、ACFフィオレンティーナにシーズン終了までのレンタルで移籍した。

### アタランタ
2019年6月21日、アタランタBCに移籍することが発表された。2019年10月19日のラツィオ戦で2得点、10月27日古巣ウディネーゼ戦ではハットトリックを決めるなど、リーグ戦で18ゴールを決め、来季のチャンピオンズリーグ出場権獲得に貢献した。2020-21シーズン、セリエAでは36試合に出場、キャリアで最高となる22ゴールを挙げた。

### オーランド・シティ
2024年2月15日、オーランド・シティSCに3年契約で移籍した。

## 代表経歴
U-20代表として2011年のトゥーロン国際大会で優勝チームの一員だったムリエルは、U-20コートジボワール戦 (4-1) で得点を挙げた。同年の2011 FIFA U-20ワールドカップにも出場し、グループリーグ初戦のU-20フランス戦 (4-1) で2得点、3戦目のU-20韓国戦 (1-0) で決勝点を挙げて決勝トーナメント進出に貢献。ベスト16のコスタリカ戦 (3-2) で先制点を挙げ、同大会で合計4得点を記録した。A代表としては、2012年5月16日にホセ・ペケルマン監督の下で2014 FIFAワールドカップ・南米予選のペルー戦とエクアドル戦に向けて初招集され、6月10日に2014 FIFAワールドカップ・南米予選のエクアドル戦でエルキン・ソトに代わり途中出場でデビュー。2013年2月7日にグアテマラとの親善試合 (4-1) でカルロス・バッカのクロスから代表初得点を挙げた。

## 代表歴

### 出場大会
- コロンビア代表
  - 2018 FIFAワールドカップ

### 試合数
- 国際Aマッチ 45試合 8得点（2012年-2022年）[33]

| コロンビア代表 | 国際Aマッチ | 国際Aマッチ |
| 年             | 出場        | 得点        |
| -------------- | ----------- | ----------- |
| 2012           | 1           | 0           |
| 2013           | 4           | 1           |
| 2014           | 0           | 0           |
| 2015           | 3           | 0           |
| 2016           | 6           | 0           |
| 2017           | 3           | 0           |
| 2018           | 5           | 1           |
| 2019           | 10          | 3           |
| 2020           | 4           | 2           |
| 2021           | 8           | 1           |
| 2022           | 1           | 0           |
| 通算           | 45          | 8           |

## タイトル

### 代表
U-20コロンビア代表
- トゥーロン国際大会 : 2011

### 個人
- セリエA年間最優秀若手選手賞 : 2012
- セリエA年間ベストイレブン: (2020-21)